# Старые Гардали
 Старые Гардали  — село в Тукаевском районе Татарстана. Входит в состав Азьмушкинского сельского поселения.

## География
Находится в северо-восточной части Татарстана у восточной окраины от районного центра города Набережные Челны.

## История
Известно с 1713 года. В 1870 году отмечалось наличие мечети и мектеба.
В «Списке населенных мест по сведениям 1870 года», изданном в 1877 году, населённый пункт упомянут как деревня Старые Гордали 5-го стана Мензелинского уезда Уфимской губернии. Располагалась при речке Гордалинке, по правую сторону почтового тракта из Мензелинска в Елабугу, в 44 верстах от уездного города Мензелинска и в 22 верстах от становой квартиры в деревне Кузекеева (Кускеева). В деревне, в 66 дворах жили 423 человека (216 мужчин и 207 женщин, татары), были мечеть, училище. Жители занимались земледелием, скотоводством.
По сведениям переписи 1897 года, в деревне Старые Гардали Мензелинского уезда Уфимской губернии жили 725 человек (369 мужчин и 356 женщин), все мусульмане.

## Население
Постоянных жителей было: в 1870—423, в 1897—725, в 1920—1000, в 1926—592, в 1938—567, в 1949—493, в 1958—435, в 1970—498, в 1979—332, в 1989—222, 159 в 2002 году (татары 98 %), 207 в 2010.